# Aino Malmberg
Aino Emma Wilhelmiina Malmberg, född Perenius 24 februari 1865 i Hollola, död 3 februari 1933, var en finländsk författare och socialist. Hon var mor till Lauri Malmberg.
Malmberg avlade studentexamen 1886 och gifte sig året därpå med läraren Emil Malmberg, men skilde sig 1910. Hon var under åren 1898–1909 verksam som lärare i engelska vid bland annat finska reallyceet i Helsingfors. I början av 1900-talet tillhörde hon den så kallade Kvinnokagalen och upprätthöll kontakt med brittiska vänsterkretsar och ryska socialrevolutionärer. Hon ansåg att kvinnorna borde frigöra sig från sina nedärvda roller, men trodde starkt på att kvinnofrigörelsen var förknippad med socialismen.
På grund av sin kamp mot det ryska styret tvingades Malmberg 1909 att fly till London, där hon tog kontakter med framstående politiker, främst inom vänstern, och under åren före första världskriget även arbetade energiskt för Finlands sak. Hon skrev en rad böcker och noveller, de flesta av dem med delvis självbiografiskt innehåll, av vilka kan nämnas Tien ohella tempomia (1901) och Maailmaa kierrellessä (1920).